# Seddera ogadenensis
Seddera ogadenensis är en vindeväxtart som beskrevs av Sebsebe Demissew. Seddera ogadenensis ingår i släktet Seddera och familjen vindeväxter. Inga underarter finns listade i Catalogue of Life.